# Nemo (canción)
«Nemo» («Nadie» en latín) es el primer «sencillo» del álbum Once de la agrupación finesa Nightwish, salió a la venta el 19 de abril de 2004. Cuenta con la participación de la orquesta de la academia londinense de St. Martin in the Fields. Nemo se caracteriza por su musicalidad épica y estremecedora, logró que su disco sencillo se colocara como álbum de oro en Finlandia el mismo día de su lanzamiento y tuviera un éxito impresionante en las listas de popularidad de países como Alemania, Noruega, Grecia, Eslovenia y Hungría. Así mismo esta canción fue utilizada para los créditos finales de la cinta estadounidense The Cave.
La canción refleja una sensación de vacío en el mundo. 

## Vídeo musical
Fue dirigido por Antti Jokinen, quien anteriormente trabajó con artistas como Céline Dion, Eminem y Shania Twain. Fue filmado en Finlandia y tiene una duración de 4 minutos y 3 segundos (4:03).

## Pistas del sencillo

### Versión Normal
Fue lanzada el 26 de abril de 2004.
1. «Nemo» (Álbum Versión)
2. «Planet Hell» (Álbum Versión)
3. «White Night Fantasy» (Bonus Track)
4. «Nemo» (Versión orquestal)
5. Material extra de estudio

### Digipack Edición para Coleccionistas
Fue lanzada el 10 de mayo de 2004.
1. «Nemo» (Álbum Versión)
2. Live to tell the Tale (bonustrack exclusivo, no es del álbum 'Once')
3. «Nemo» (Versión orquestal)
4. «Nemo» promotional vídeo (video musical en formato MPEG)

### Versión DVD
Fue lanzada el 7 de junio de 2004.
1. «Nemo» (full-length stereo mix)
2. Nemo (5.1 mix)
3. Planet Hell (5.1 mix)
4. Nemo promotional vídeo (video musical)
5. The Making of Nemo (cómo se hizo Nemo)

### Versión "Mini-LP" de vinilo
Esta fue una versión limitada de 1000 copias. Fue lanzada el 3 de mayo de 2004.
1. Nemo (Álbum Versión)
2. «Planet Hell»
3. «White Night Fantasy» (no es del álbum 'Once')
4. «Nemo» (Versión orquestal)
5. Live To Tell the Tale (no es del álbum 'Once')

## Lista de posiciones
| Lista (2004-2008)           | Mejor posición |
| --------------------------- | -------------- |
| Finnish Top 40 Singles      | 1              |
| Brazilian MTV Top 10 Charts | 1              |
| Hungarian Singles Chart     | 1              |
| Greek Singles Chart         | 2              |
| Portuguese Top 50 Singles   | 3              |
| Norwegian Singles Chart     | 4              |
| German Top 100 Singles      | 6              |
| Slovakian Singles Chart     | 8              |
| UK Rock Chart               | 8              |
| European Hot 100 Singles    | 11             |
| Austrian Ö3 Top 40          | 12             |
| Swedish Top 60              | 12             |
| Swiss Top 100 Singles       | 14             |
| Dutch Mega Single Top 100   | 64             |

### Ventas y certificaciones
| País      | Certificación (Ventas) |
| --------- | ---------------------- |
| Finlandia | Platino                |